# 潔絲敏·蘇莉雯
潔絲敏·瑪麗·蘇莉雯（Jazmine Marie Sullivan，1987年4月9日—）是一位美国创作歌手。她获得了多个奖项，包括两项格莱美奖、一项公告牌女性音乐奖、两项灵魂列车音乐奖和三项有色人种协进会形象奖以及三项全美音乐奖提名。2022年，《时代杂志》将她列入100 位最具影响力人物名单。
她在费城出生和长大，她的首张专earless于2008年发行，该唱片荣登Billboard的最佳R&B/嘻哈专辑排行榜榜首，并获得美国唱片业协会(RIAA) 的RIAA认证。它催生了四首单曲，包括“Need U Bad ”和“Bust Your Windows”，这两首单曲都进入了Billboard 百大排行榜排行榜的前40名；前者成为她在Billboard Hot R&B/Hip-Hop Songs排行榜上的首個也是唯一一首排名第一的歌曲。
随后，蘇莉雯于2010 年发行了她的第二张录音室专辑《爱我回来》，獲外界好评。休息三年后，她 与RCA唱片签约，并于2015年以Reality Show的名义发行了她的第一张录音室专辑，这成为她第二张登上 R&B/Hip-Hop热门专辑排行榜榜首的专辑。2021年，她发行了广受好评的首张迷你專輯Heaux Tales ，其中包含单曲“Pick Up Your Feelings”。